# هوانگ هی
هوانگ هی (کره‌ای: 황희؛ زادهٔ کیم جی سو در ۱۸ اکتبر ۱۹۸۸) بازیگر اهل کره جنوبی است. او بیشتر به خاطر ایفای نقش در مجموعه‌های تلویزیونی فردا با تو (۲۰۱۷)، سرگذشت آسدال (۲۰۱۹) و دکتر جان (۲۰۱۹) شناخته می‌شود.

## فیلم‌شناسی

### فیلم
| سال  | عنوان                              | نقش            |
| ---- | ---------------------------------- | -------------- |
| ۲۰۱۹ | مسابقه ای برای آزادی: اوم بوک دونگ | افسر پلیس ارتش |

### مجموعه تلویزیونی
| سال  | عنوان                      | نقش           | شبکه                 | توضیحات                      | منابع |
| ---- | -------------------------- | ------------- | -------------------- | ---------------------------- | ----- |
| ۲۰۱۷ | فردا با تو                 | چون مین جون   | تی‌وی‌ان               |                              |       |
| ۲۰۱۹ | سرگذشت آسدال               | مو گوانگ      | تی‌وی‌ان               |                              |       |
| ۲۰۱۹ | دکتر جان                   | لی یو جون     | اس‌بی‌اس               |                              | [ ۳ ] |
| ۲۰۲۰ | افسانه نه دم               | کو شین جو     | تی‌وی‌ان               |                              |       |
| ۲۰۲۰ | درامای ویژه کی‌بی‌اس         | جونگ اون هیوک | کی‌بی‌اس۲              | قسمت: «دلایل اعتراف نکردن»   |       |
| ۲۰۲۱ | دلباخته در شهر             | چا چی هون     | کاکائو تی‌وی، نتفلیکس | قسمت: «زمستان، نیمه‌شب، سئول» |       |
| ۲۰۲۱ | دالی و شاهزاده از خود راضی | جو وون تاک    | کی‌بی‌اس۲              |                              | [ ۴ ] |
| ۲۰۲۱ | نقاب                       | اوه کیونگ سوک | ام‌بی‌سی               |                              | [ ۵ ] |
| ۲۰۲۳ | افسانه نه دم ۱۹۳۸          | کو شین جو     | تی‌وی‌ان               |                              | [ ۶ ] |

### ورایتی شو
| سال  | عنوان | نقش               | شبکه   | منابع |
| ---- | ----- | ----------------- | ------ | ----- |
| ۲۰۲۰ | ران   | عضو گروه بازیگران | تی‌وی‌ان | [ ۷ ] |

## تئاتر
| سال       | عنوان               | نقش |
| --------- | ------------------- | --- |
| ۲۰۱۰      | قایق‌رانی برای زندگی |     |
| ۲۰۱۳      | شعبده‌بازان          |     |
| ۲۰۱۲–۲۰۱۵ | هنر فریبندگی        |     |
| ۲۰۱۵      | عشق یعنی            |     |

## جوایز و نامزدی‌ها
| سال  | مراسم جوایز                       | دسته                      | اثر نامزد شده | نتیجه    |
| ---- | --------------------------------- | ------------------------- | ------------- | -------- |
| ۲۰۱۹ | بیست و هفتمین جوایز درامای اس‌بی‌اس | بهترین بازیگر تازه‌کار مرد | دکتر جان      | نامزدشده |